# Sigurd Kander
Gustaf Sigurd Vilhelm Kander (Estocolm, 29 de gener de 1890 - Estocolm, 30 d'abril de 1980) va ser un regatista suec que va competir a començaments del segle xx.
El 1912 va prendre part en els Jocs Olímpics d'Estocolm, on va guanyar la medalla de plata en la categoria de 12 metres del programa de vela, a bord de l'Erna Signe.